# Iwaniwka (hromada Kaharłyk)
Iwaniwka (ukr. Іванівка) – wieś na Ukrainie, w obwodzie kijowskim, w rejonie obuchowskim, w hromadzie Kaharłyk. W 2001 liczyła 330 mieszkańców, spośród których 326 wskazało jako ojczysty język ukraiński, 3 rosyjski, a 1 bułgarski.